# Полищук, Александр Дмитриевич (хоккеист)
Алекса́ндр Дми́триевич Полищу́к (род. 6 марта 1970, Усть-Каменогорск, Казахская ССР) — казахский, белорусский, российский хоккеист и тренер. Мастер спорта Республики Казахстан (по хоккею с шайбой).
В составе «Торпедо» (Усть-Каменогорск) чемпион молодёжного первенства СССР среди юношей 1970 г. р. 1990 года, чемпион юниорских первенств СССР среди юношей 1970 г. р. 1987—1988 годов в Северодонецке и Усть-Каменогорске. Лучший защитник традиционного Кубка Дубко (г. Гродно) 2003 года.
В составе ХК «Гомель» серебряный призёр чемпионата Восточно-европейской хоккейной лиги 2003 года. Чемпион Беларуси 2003 года. Обладатель Кубка Белоруссии 2003, 2007.

## Биография и карьера игрока
Александр Полищук родился в Усть-Каменогорске. Начал заниматься хоккеем в школе «Торпедо». В 16-летнем возрасте дебютировал в профессиональной команде — «Торпедо» (Усть-Каменогорск). Достигнув призывного возраста, отправился в Свердловск, где проходил службу в рядах Советской Армии, продолжая играть в хоккей в одной из армейских команд — местном СКА. По возвращении продолжил выступать в «Торпедо». В то же время привлекался в состав юношеской (U-18) сборной СССР, принимал участие в международных турнирах. Выступал чемпионате Межнациональной хоккейной лиги, преобразованной затем в Чемпионат России по хоккею с шайбой. В 2002 году переехал в Белоруссию, где выступал в составе «Гомеля» и минского «Динамо». В Гомеле и завершил свою профессиональную карьеру хоккеиста.

### Карьера тренера
С сезона 2008/09 — тренер «Гомеля-2», с 2012 года — главный тренер «Гомеля-2». С фарм-клубом «Гомеля» выигрывал бронзовые медали чемпионата Белоруссии среди команд высшей лиги 2010, 2012 годов. В сезоне 2010/2011 годов являлся ассистентом главного тренера юношеской сборной Белоруссии на мировом форуме. В октябре 2013 года назначен старшим тренером ХК «Гомель». В октябре 2014 года в течение одного месяца исполнял обязанности главного тренера. Принял команду, когда она находилась на 7-м месте. При его руководстве гомельчане одержали серию из семи побед в семи матчах, поднявшись на вторую строчку турнирной таблицы.
В 2009 году окончил Высшую школу тренеров по хоккею, Университет имени Лесгафта (Санкт-Петербург, Россия). Женат, пятеро детей. Несколько лет выступал в составе команды Гомельской области в Республиканских соревнованиях по хоккею с шайбой среди любительских команд на призы Президентского спортивного клуба, в 2016 году в роли играющего тренера завоевал серебряные медали первенства.